# Tabernaemontana gamblei
Tabernaemontana gamblei är en oleanderväxtart som beskrevs av Subramanyam och A.N. Henry. Tabernaemontana gamblei ingår i släktet Tabernaemontana och familjen oleanderväxter. Inga underarter finns listade i Catalogue of Life.